# Копилка

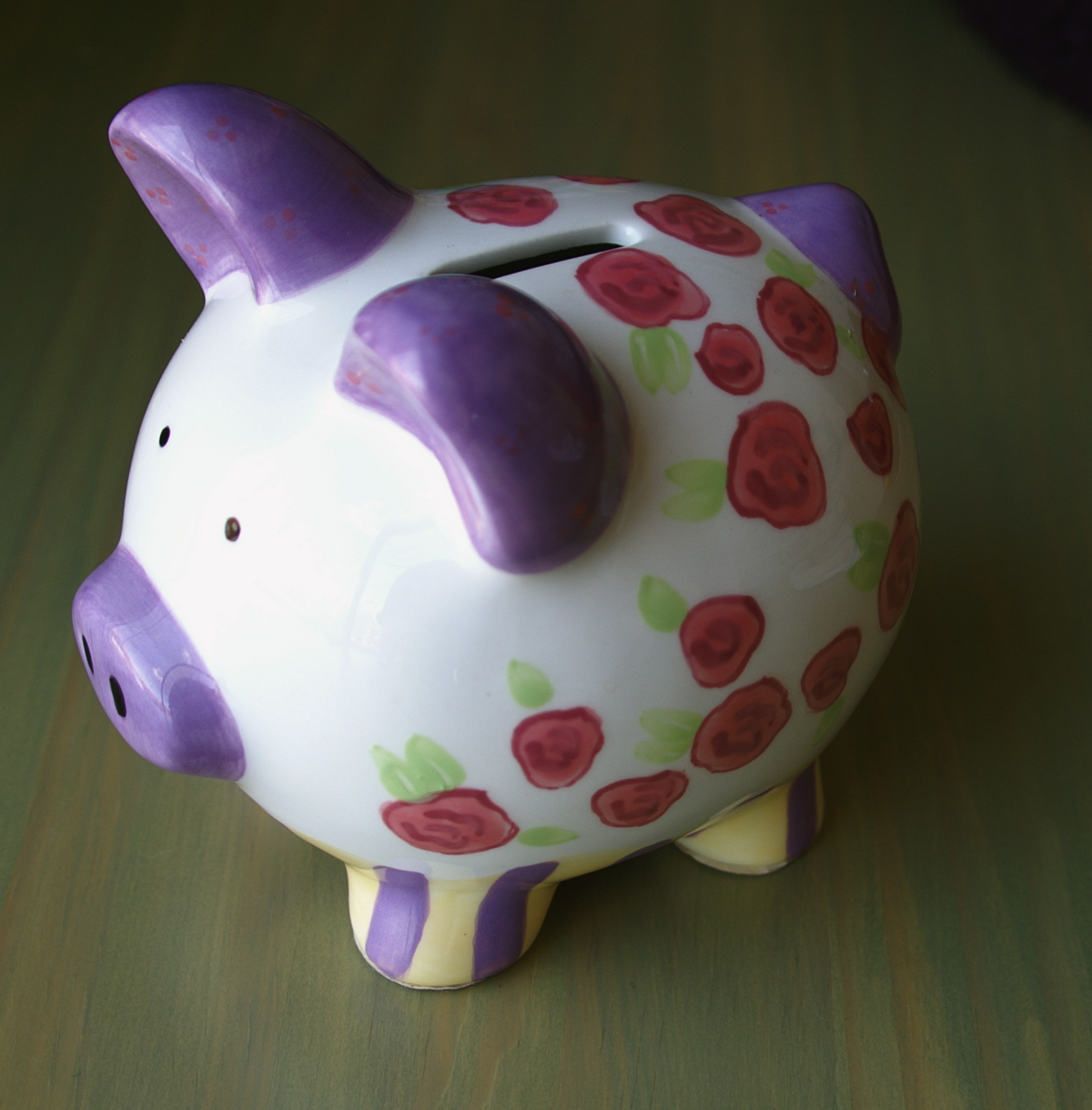
Свинья-копилка

Копи́лка — ёмкость или специальное приспособление для хранения и накопления монет или бон. Традиционная копилка представляет собой полую керамическую фигурку, изображающую животных, фрукты, овощи и т. д., с небольшой прорезью, в которую опускаются монеты или боны.
Копилки могут быть предназначены для одноразового и многоразового использования. Первые не имеют отверстия для выемки денег, и после наполнения их разбивают. Поэтому они чаще всего изготавливаются из керамики, гипса или фарфора. Многоразовые копилки могут быть сделаны из различных материалов — стекла, дерева, металла, пластика — и иметь разнообразную форму, начиная от прозрачной коробочки и заканчивая макетом сейфа.
На практике в качестве копилки довольно часто используют бытовые ёмкости — небольшие вазы, стеклянные банки и т. д. В качестве примера можно привести бутылку из-под шампанского, которая широко использовалась для хранения монет номиналом 10 копеек в СССР. Однако одной из наиболее популярных во всём мире является копилка, выполненная в виде фигурки свиньи.
Во многих англоязычных странах термин piggy bank (досл. с англ. — «свинья-копилка») является нарицательным и используется для обозначения любых копилок, вне зависимости от их формы.

## Версии происхождения копилки
- Германия

Некоторые источники в качестве исторической родины копилки указывают Германию. Впервые появившись здесь в XVII веке, копилки представляли собой кружки и другие ёмкости, предназначенные для сбора пожертвований. Как правило, цель, на которую предполагалось потратить деньги, указывалась прямо на них. Примечательно, что, по аналогии с современными одноразовыми копилками, сам сборщик открыть ёмкость, не повредив её, не мог.
- Китай

Ещё одним предполагаемым местом появления первой копилки считается Китай. Отчасти это может быть связано с почитанием в этой стране свиньи, как символа процветания и достатка. С другой стороны, Китай был крупнейшим производителем изделий из керамики и фарфора, а эти материалы традиционно используются для изготовления одноразовых копилок.
- Малайзия

По непроверенным пока сведениям, в одной из частных коллекций в Нидерландах находятся свиньи-копилки, изготовленные в Малайзии. Их возраст достигает полутора тысяч лет.

## История

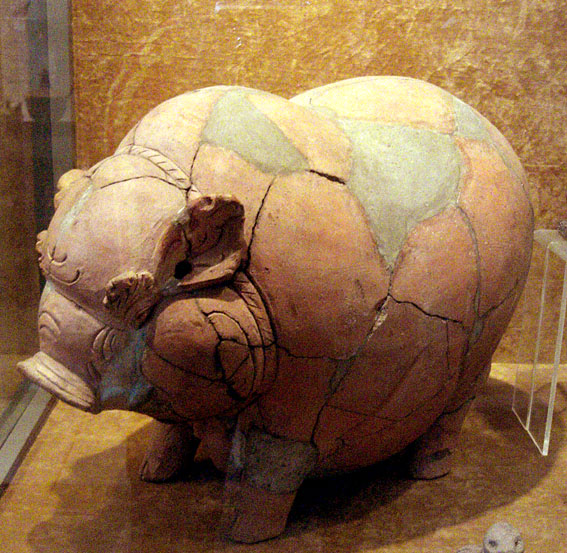
Копилка, датированная 14-15 веком, в Национальном музее Индонезии

На территории Греции найдены копилки, которые датируются IV веком до н. э. Часть из них имеет архитектурное оформление. Есть копилка в виде сокровищницы. Позже греки стали использовать символические изображения дома для создания копилок. Копилки, созданные в Древнем Риме, имеют форму груши или женской груди. Такие копилки изготавливали из глины, а когда было необходимо извлечь из них деньги — разбивали их.

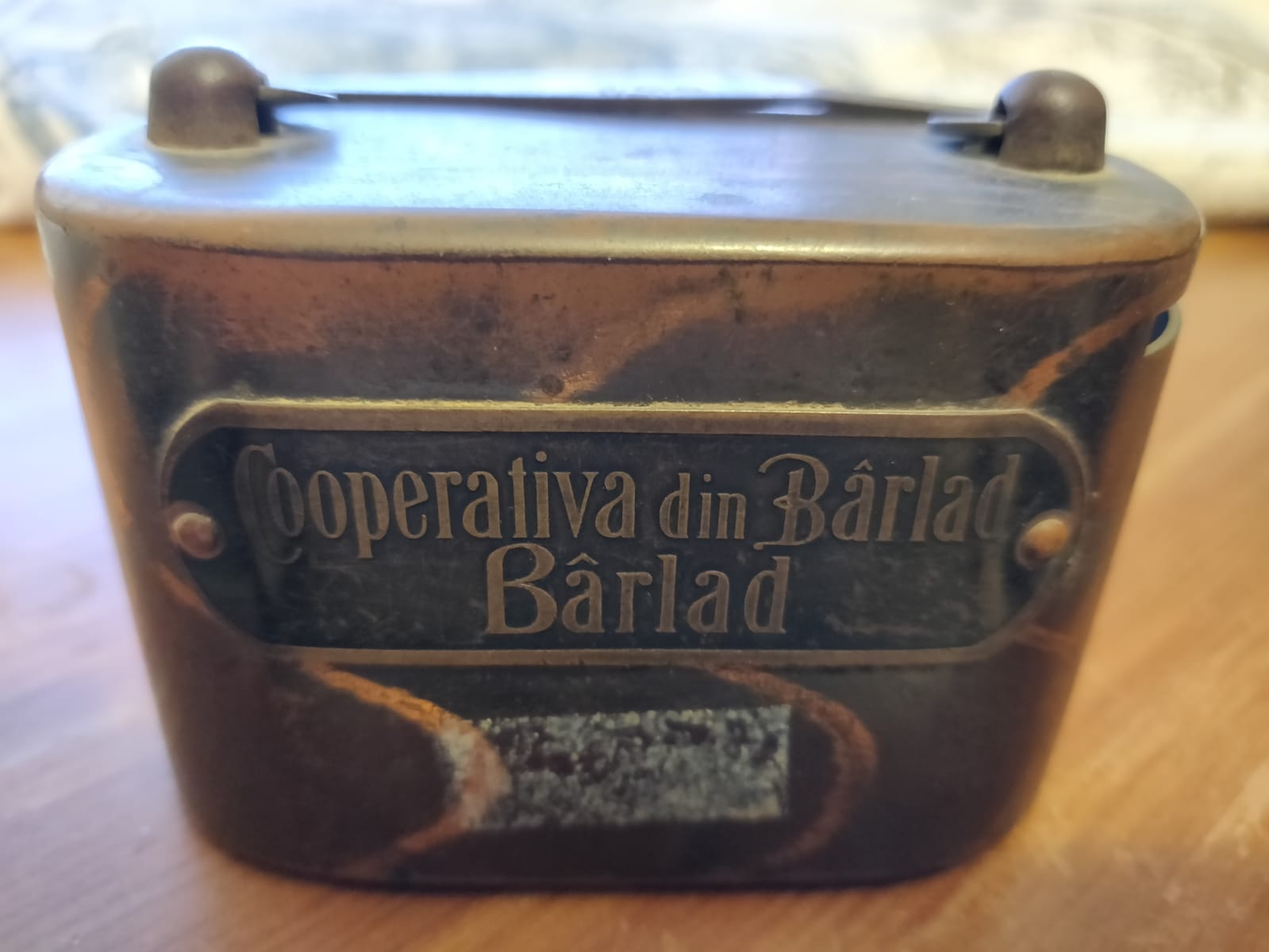
Металлическая коробка для денег

Во времена средневековья копилки использовали намного реже, обычно закапывая деньги в землю, а не храня их в доме. На территории Германии была найдена копилка в виде свиньи, которая датирована XIII веком. Подобные копилки в то время использовались в Индонезии и Китае.
XVII веком датировано появление копилок в виде совы, собаки, белки. Но самой популярной оставалась копилка в виде свиньи.
В XIX веке для изготовления копилки использовались глина, дерево, фарфор, чугун, жесть, разные металлы. Появляются копилки в виде фруктов, шкатулок, людей. Есть копилки, которые отображают сразу несколько действующих персонажей. Становятся популярными копилки в виде цилиндрического почтового ящика. В копилках были тайники, для большей надежности денежных средств — это могло быть двойное дно, скрытые механизмы или замки. Фирма «Сан-Галли» в Санкт-Петербурге изготавливала копилки с невидимой кнопкой. В конце XIX века в США и Англии стали делать копилки из чугуна.

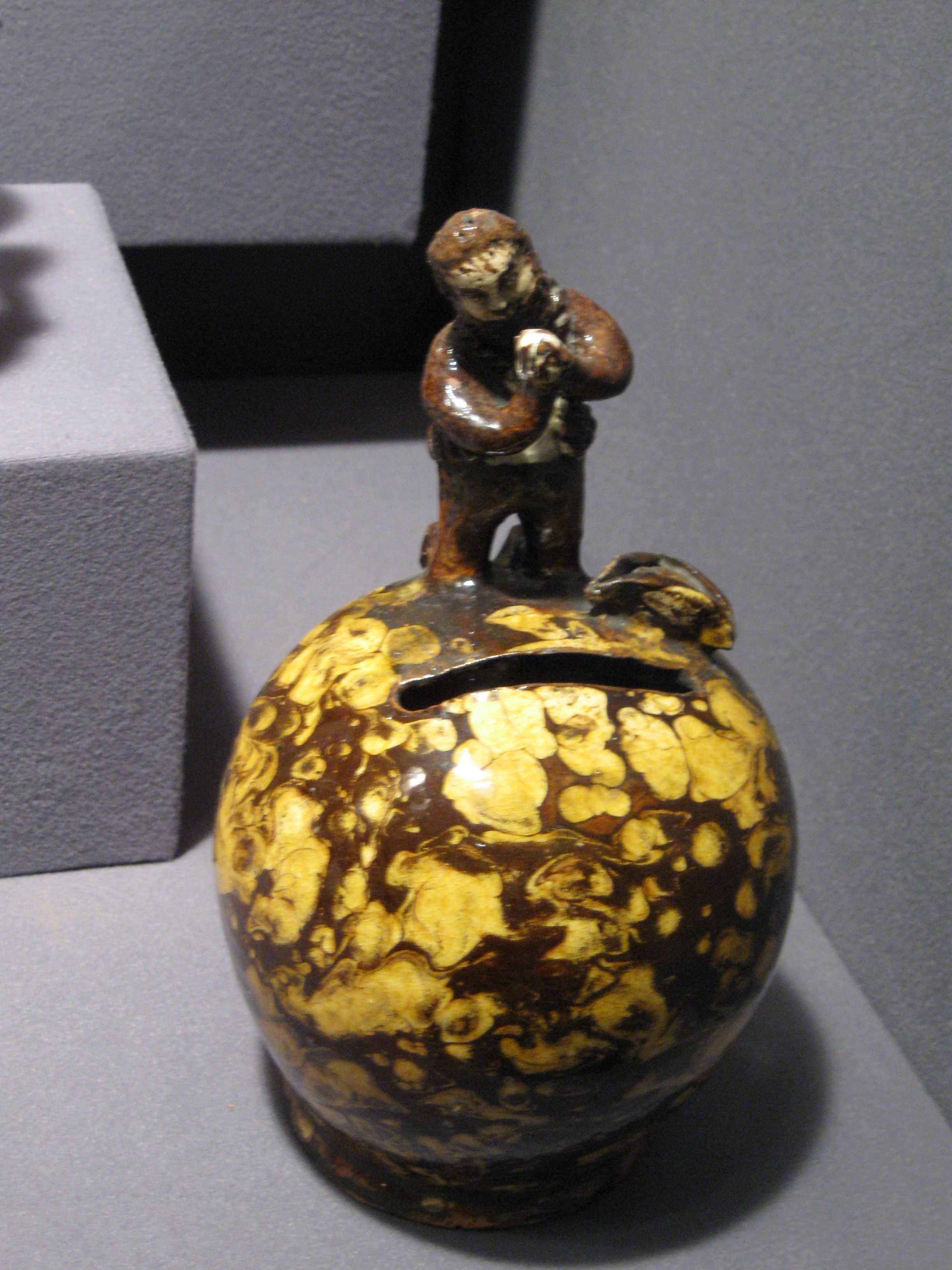
Словацкая копилка, датированная XIX веком
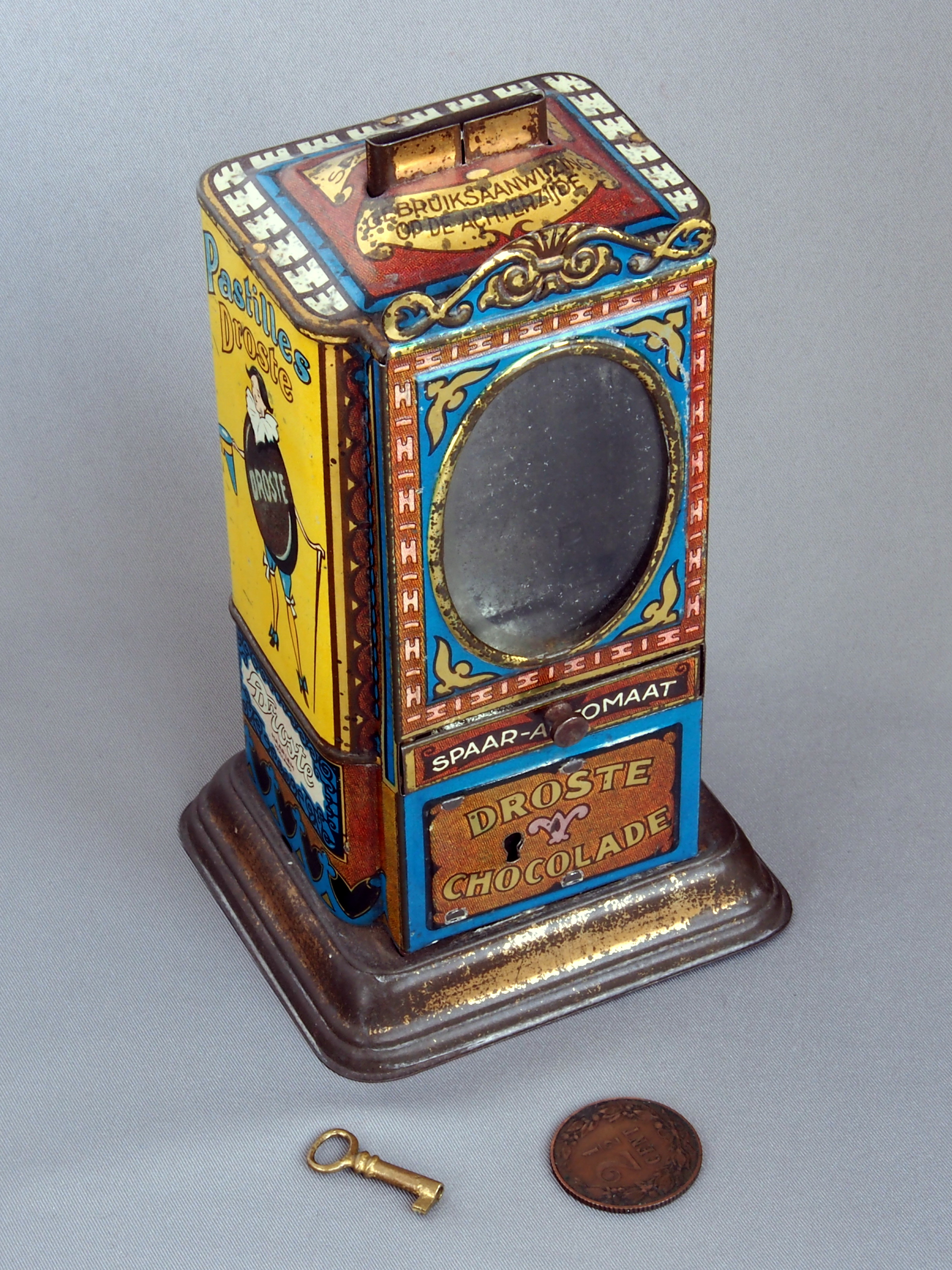
Копилка для мелких монет
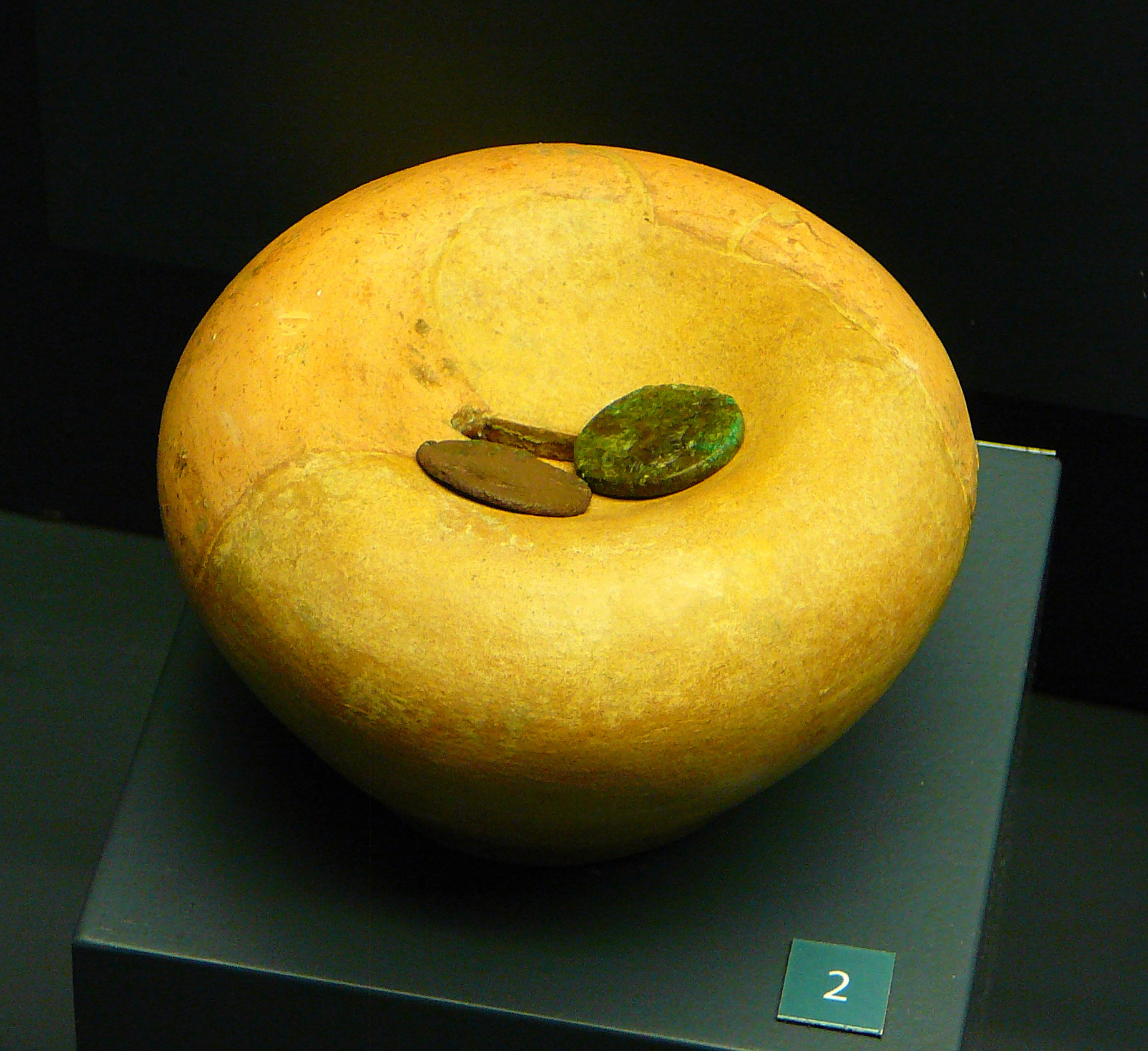
Римская глиняная копилка 2-3 века н.э.
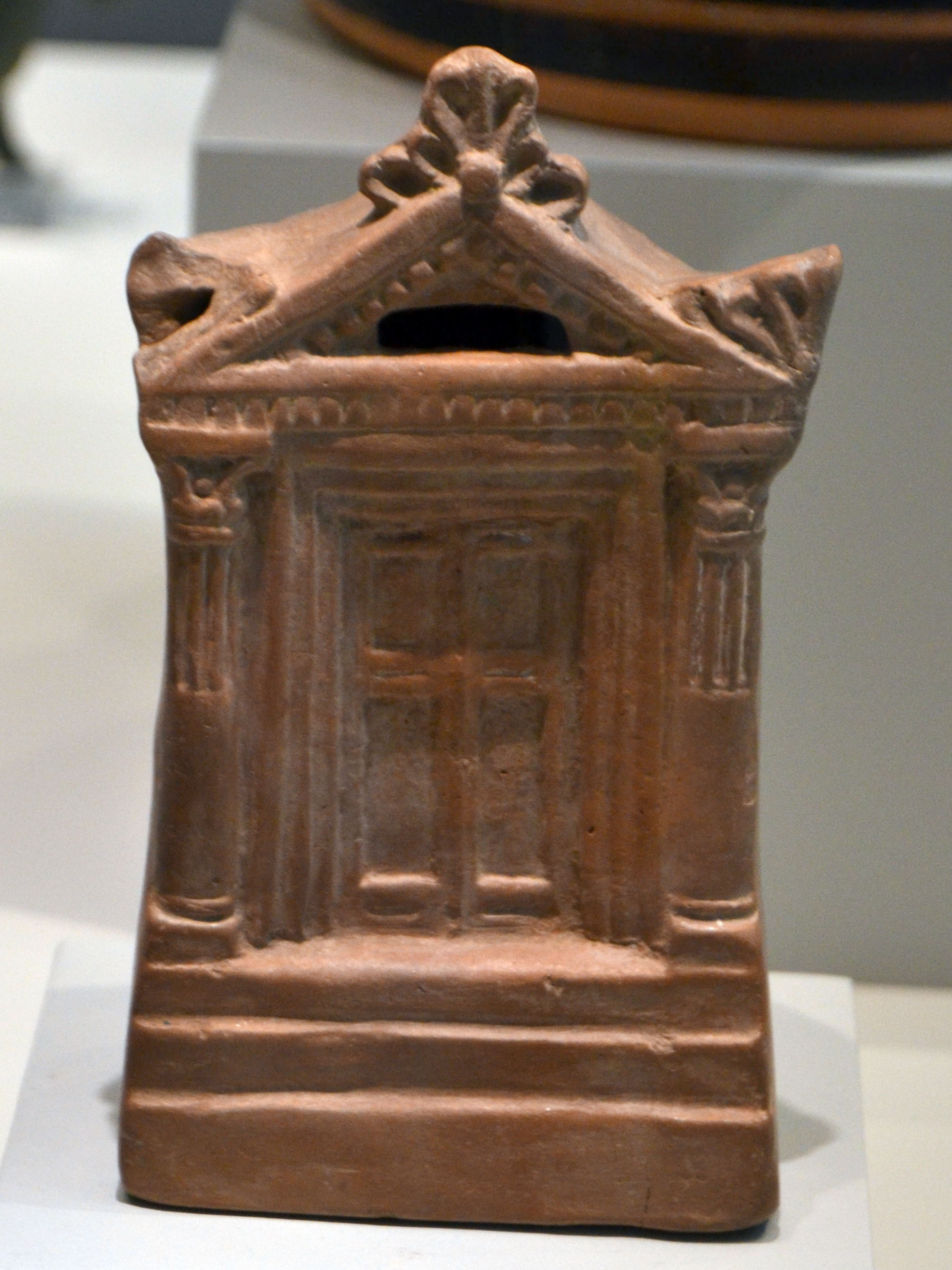
Копилка в форме храма
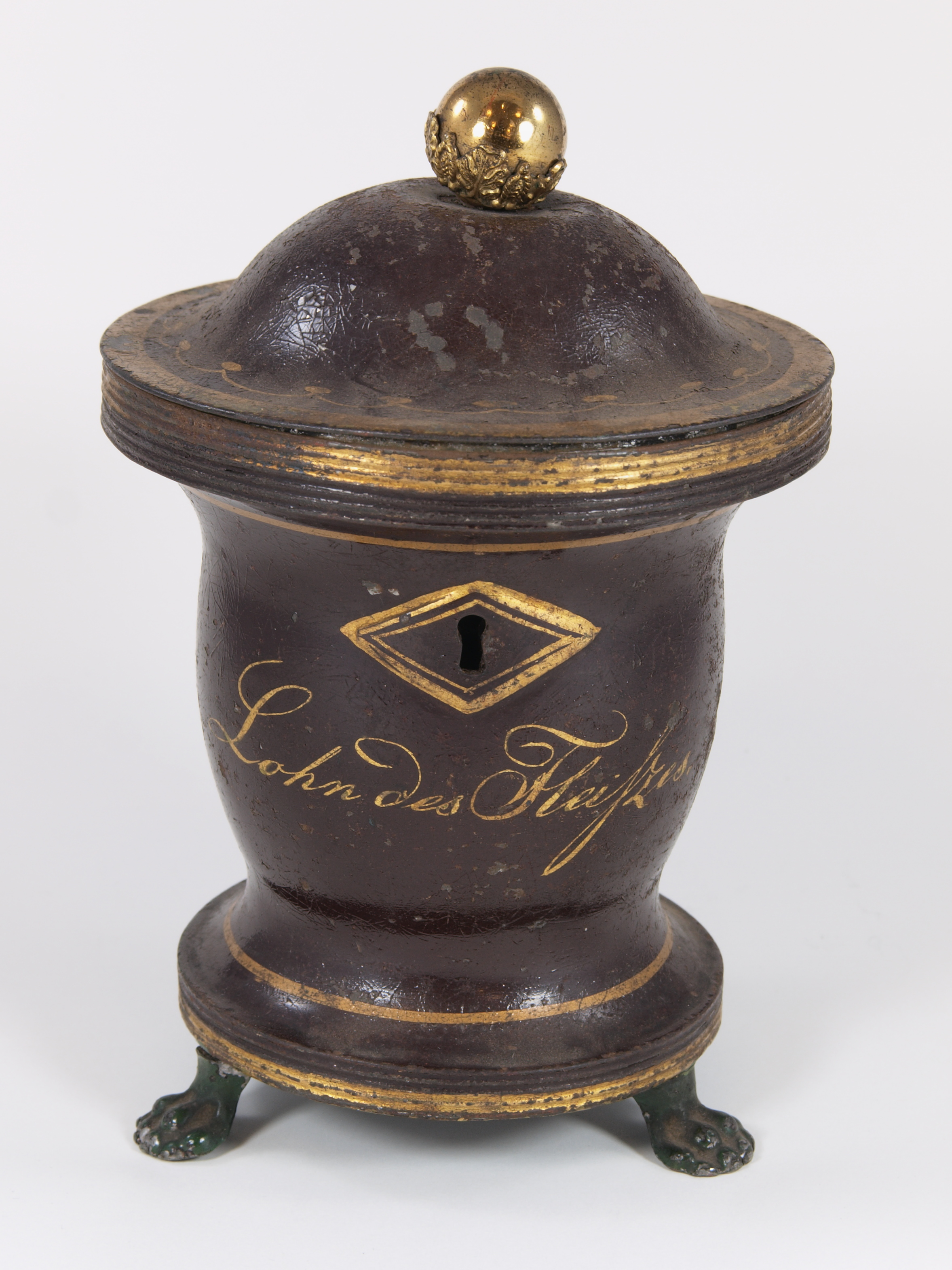
Копилка 1820-х годов
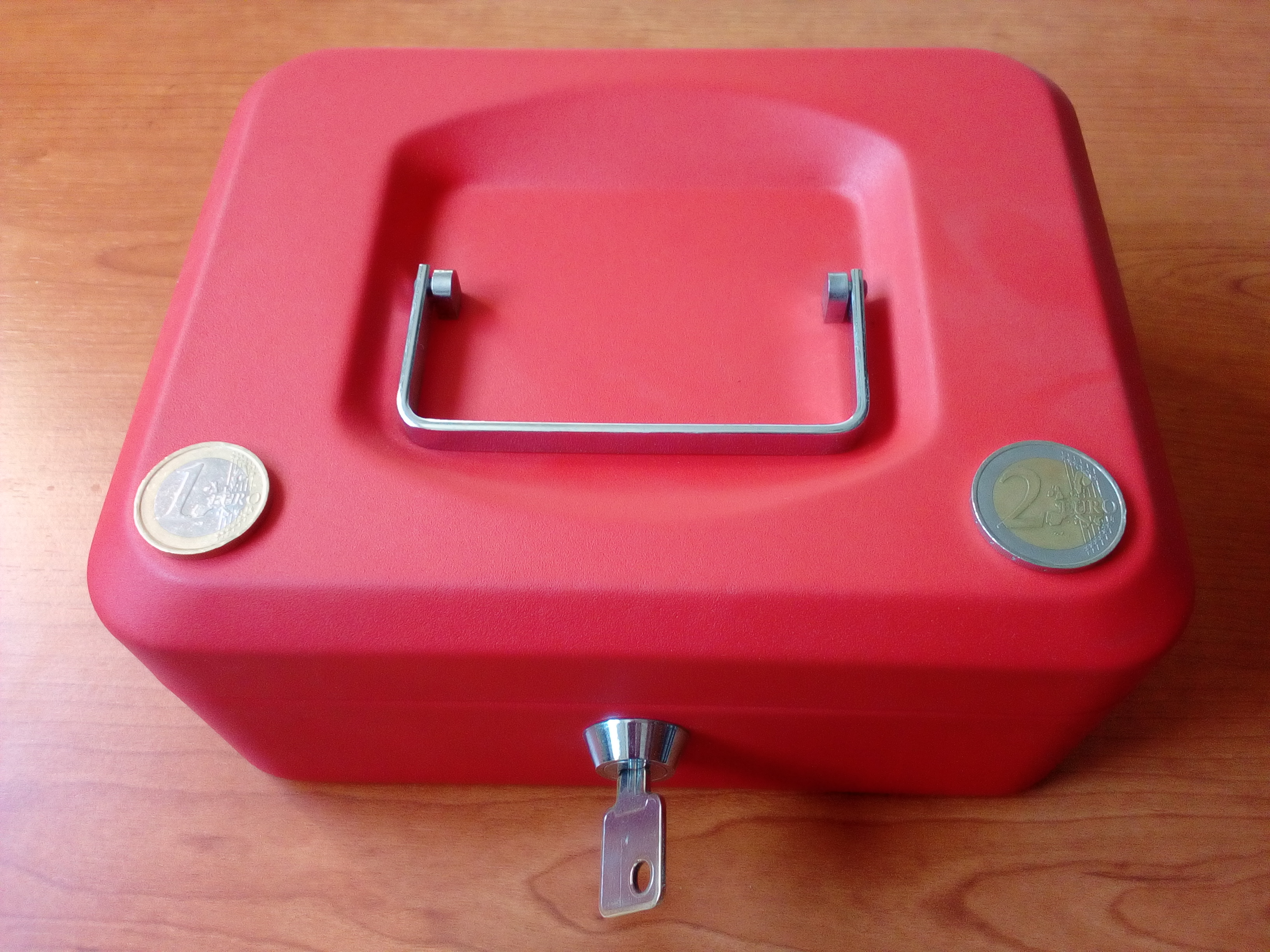
Современная копилка

Немецкие фирмы Saalheimer & Strauss, Michael Seidel, G. Zimmermann, Geobra, Rock & Graner и другие, выпускали жестяные копилки. Иногда они оформлялись картинками. Популярностью пользовалась копилка — мини-копия шоколадного автомата Stollwerck, который был установлен на вокзале в Кёльне в конце XIX века.
В конце XIX века копилки стали использовать для пожертвований. В 1890-е годы «домашние копилки» появились в «Банке Америки». Считается, что такие копилки впервые были созданы благодаря датскому инженеру Якобу Кристиану Эллехаммеру, который спроектировал такую копилку для Банка Дании.

### В России
На Руси накопление денег было тесно связано с необходимостью защиты сбережений от кражи. Поэтому первые ящики для хранения и перевозки денег — прообразы современных сейфов — изготавливались из досок и были окованы стальными полосками для придания дополнительной прочности. Также люди часто пользовались небольшими деревянными ящиками с крышкой, расположенной под углом к основанию. На ночь такие копилки занимали место в изголовье владельца, что служило дополнительной гарантией безопасности.
Также монеты хранили в чулках и глиняных сосудах с широкими боками и узким горлышком — «кубышках». Их нередко герметично запечатывали и закапывали в виде кладов. Позже на смену деревянным ящикам пришли металлические шкатулки со встроенными или навесными замками. Отдельные экземпляры копилок делали на заказ и оснащали их секретными механизмами: потайными кнопками, двойным дном и т. д. Так, один из известных производителей копилок конца XIX века, санкт-петербургская фирма «Сан-Галли», оборудовала свои копилки потайной кнопкой, нажатие которой отодвигало пластину, прикрывающую замочную скважину.
Некоторые многоразовые копилки того периода комплектовались счетчиками монет по номиналам, другие открывались только при накоплении определённой суммы, третьи имели музыкальные замки и т. д. Поэтому копилки часто представляли собой сложные устройства, призванные обеспечить сохранность сбережений. В это же время копилки впервые стали использовать в качестве рекламных сувениров: банки, торговые, кредитно-финансовые учреждения и страховые компании дарили специально изготовленные фирменные металлические шкатулки крупным клиентам.
Мода на одноразовые керамические копилки пришла в Россию в 80-х годах XIX века. Их дарили детям на праздники — под Новый год или день рождения — в качестве сувенира. При этом часто преследовалась и другая цель — желание привить бережливость. Уже после революции 1917 года, во времена НЭПа, копилки получили поддержку государства: людям предлагали копить мелочь под лозунгом «Трудовая копейка советский рубль бережет». Наиболее распространенными тогда формами керамических копилок были бочонок, сундук и книжка.
В СССР копилки считались «пережитком буржуазного прошлого», а людям предписывалось хранить деньги на сберегательной книжке. Поэтому копилки преимущественно изготавливали кустарно. Для этого чаще всего использовали гипс, делая копилки в форме кошки или бочки. Сегодня копилки относятся к числу сувенирной продукции и выпускаются в различном исполнении.

## Виды копилок

### Традиционные копилки
Различные по исполнению одноразовые и многоразовые копилки, которые соответствуют определению в первом пункте. Неизменной популярностью пользуются фигурки животных, в которые часто вкладывают некое символическое значение. Согласно этим представлениям, копилка-свинья символизирует рост благосостояния, сова помогает правильно распорядиться накоплениями, белка — быстро собрать средства, собака — сохранить сбережения и т. д.

### Магнитная копилка

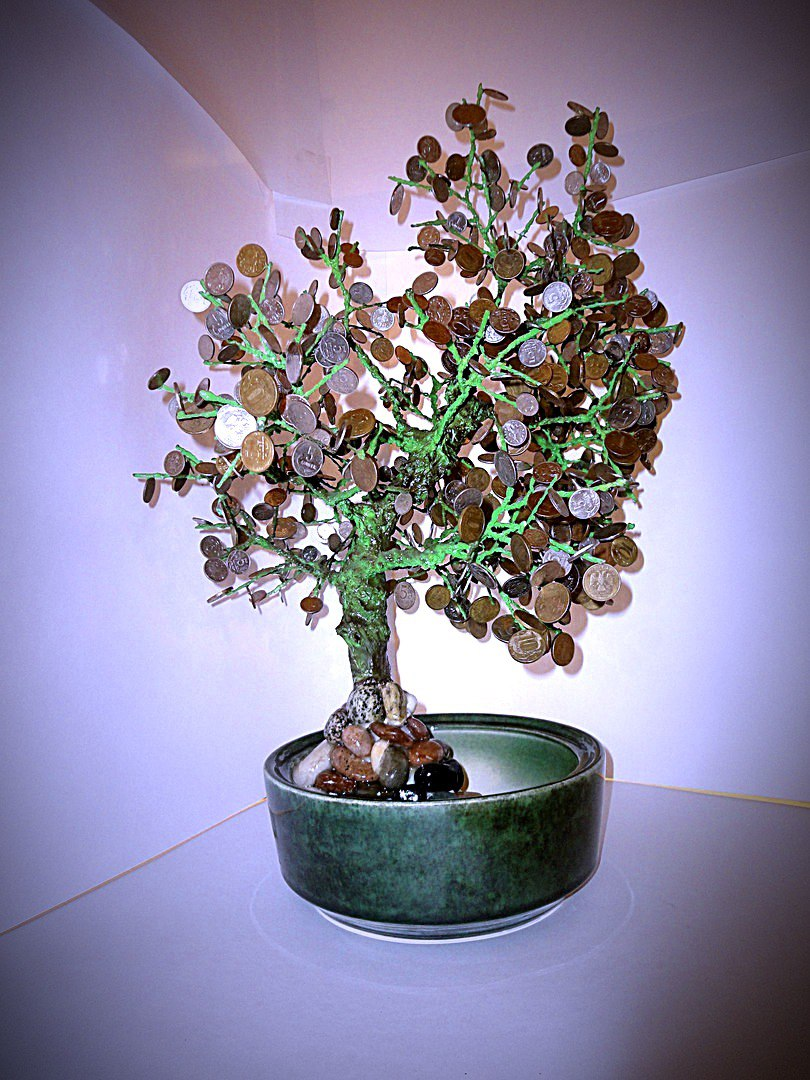
Магнитная копилка в виде дерева

Магнитная копилка — современная разновидность копилки, ставшая возможной с распространением монет из магнитных материалов. Изделие может быть выполнено в виде дерева. Фиксацию монет обеспечивают закреплённые на ветках магниты, а для хранения монет из немагнитных материалов и купюр, не подверженных магнетизму, предусмотрен накопитель в виде горшка или другая ёмкость. Магнитная копилка предназначена для многоразового использования.

### Электронные гаджеты
Устройства, которые стимулируют владельцев к накоплению средств или делают процесс более интересным. С развитием рынка сувенирной продукции, производители предлагают копилки с дополнительными функциональными возможностями.

### Виртуальная копилка
Сервис для накопления средств, перечисляемых через мобильные платежи и электронные системы платежей (такие как Яндекс.Деньги, WebMoney и т. д.). С развитием сети Интернет и усиления роли социальных сетей возник принципиально новый тип копилок. Как правило, виртуальная копилка представляет собой счет, созданный в специальном сервисе под конкретную цель. Владелец виртуальной копилки указывает размер необходимой ему суммы и цель, на которую она будет потрачена. Далее, общаясь в социальных медиа, он распространяет информацию о своем счете-копилке. При этом все желающие могут пополнить копилку, а все сбережения передаются её владельцу, когда указанная сумма будет накоплена полностью. Таким образом, виртуальная копилка тесно связана с социальными сетями и подразумевает активное участие их пользователей в накоплении средств, но в то же время сохраняет основные черты традиционных копилок.